# Tocant el vent
Tocant el vent (títol original: Brassed Off) és una pel·lícula britànica escrita i dirigida per Mark Herman. Els principals actors són Pete Postlethwaite, Tara Fitzgerald i Ewan McGregor. Ha estat doblada al català.
Aquest film va rebre el César al millor film estranger.

## Argument
A meitat dels anys 1990, al petit poble de Grimley, al nord de l'Anglaterra, miners i les seves famílies lluiten contra la clausura de la seva mina en el marc del programa nacional de tancament del carbó al Regne Unit. Entre ells, una brass band mancada d'esperança, dirigida per Danny (Pete Postlethwaite). Han compartit el seu amor a la música i la seva esperança de participar en la final del campionat nacional de les brass bands, i la perspectiva de perdre el seu treball i de veure la seva comunitat dislocar-se. L'arribada d'una nova, Gloria (Tara Fitzgerald), única dona de l'orquestra, els torna les ganes de tocar així com l'esperança que els faltava.
Però els esdeveniments successius arruïnen a poc a poc les seves esperances, com Phil (Stephen Tompkinson) abandonat per la seva dona que no veu més que el suïcidi com a solució, Danny de salut fràgil per una silicosi, que morirà sense saber que la seva mina i la seva brass band estan condemnats i Andy (Ewan McGregor) dividit entre el seu amor per Gloria i el fet que treballa per la comissió encarregada de liquidar la mina.
No obstant això, la seva amistat, però també les seves ganes de mostrar al Regne Unit el seu orgull de ser miners, van permetre'ls d'arribar a la final al Royal Albert Hall a Londres, i de salvar el seu honor a falta de la seva feina.

## Repartiment
- Pete Postlethwaite: Danny
- Ewan McGregor: Andy
- Tara Fitzgerald: Gloria
- Stephen Tompkinson: Phil
- Jim Carter: Harry
- Philip Jackson: Jim
- Mary Healey: Ida
- Melanie Hill: Sandra
- Ken Colley: Greasley

## Temes tractats
La banda sonora va ser interpretada per la Grimethorpe Colliery Band, i l'acció del film està fortament inspirada en la història d'aquesta brass band de miners de començaments dels anys 1990. Darrere de la seva aventura, és tota la vida de les famílies de miners en vaga per salvar la seva mina de la que en depenen. El film evoca nombrosos aspectes de la caiguda d'aquests homes i d'aquestes dones: l'atur, la divisió a l'interior de les famílies, els conflictes entre militants que volen mantenir un front unit cara a les maniobres de la direcció i els que cedeixen per necessitat de diners. Entre aquests recorreguts dramàtics, destacar la desesperació de Phil, que intenta suïcidar-se quan pensa haver perdut treball, família i allotjament, o la dura presa de consciència de Gloria. Percebuda com la que ha traït els seus, acaba per amotinar-se quan s'adona que ha estat utilitzada sense saber-ho pel patró en una sòrdida manipulació per tancar una empresa rendible.

## Context polític de l'època
El film es va estrenar al Regne Unit el 1996, just abans de les eleccions generals de 1997, i va ser considerat com a propaganda contra la política portada pel partit conservador des de 1979, el thatcherisme i pel govern de John Major.

## Premis i nominacions
El film va ser un èxit i va assolir una ampla audiència a molt nombrosos països, quan els productors esperaven que fos un « petit » film.
Va rebre diversos premis com el gran premi del festival de cinema de París (1997) i el César a la millor pel·lícula estrangera (1998), així com tres nominacions als BAFTA (1997): millor film britànic, millor guió original, i millor música de film

## Crítica
- "Sorprenent tragicomèdia"[3]
- "Esplèndid drama social (...) Com en veu baixa, gairebé amb dissimul, el film atrapa irremeiablement a l'espectador."[4]
- "Sembla Capra feta per britànics. Voreja la cursileria, la qual cosa no evita que aflorin les llàgrimes"[5]

## Banda sonora
El Concierto de Aranjuez de Joaquin Rodrigo i l'obertura de Guillem Tell de Rossini (tros del final del concurs) són dos moments claus de la història i de la banda sonora del film.